# Nysos
Nysos (altgriechisch Νῦσος Nýsos) ist in der griechischen Mythologie der Erzieher des Dionysos.
Als Dionysos seinen Feldzug nach Indien unternahm, ließ er die Stadt Theben unter Nysos’ Regentschaft zurück, doch bei der Rückkehr des Gottes war Nysos nicht bereit, die Herrschaft wieder abzutreten. Da Dionysos mit seinem alten Erzieher nicht Krieg führen wollte, zeigte er sich scheinbar versöhnlich und vereinbarte, das Fest der Trieteris in Theben abzuhalten. Er brachte aber als Bakchen verkleidete Krieger in die Stadt, die Nysos gefangen nahmen.
Bei Cicero wird Nisos als Name des Vaters des „fünften Dionysos“ angegeben, was als Nysos zu lesen ist.